# Kate Delbarre
Kate Delbarre, właśc. Catherine Delbarre-d’Oriola także Bernheim (ur. 8 czerwca 1925 w Calais, zm. 14 czerwca 2025) – francuska florecistka, wielokrotna medalistka mistrzostw świata.
Podczas mistrzostw świata w Kopenhadze w 1952 roku Francuzki w składzie: Kate Bernheim, Odette Drand, Renée Garilhe, Françoise Gouny, Lylian Guyonneau i Françoise Mailliard zdobyły srebrny medal w zawodach drużynowych. W rywalizacji drużynowej zdobywała następnie srebrne medale na mistrzostwach świata w Brukseli (1953), mistrzostwach świata w Rzymie (1955) i mistrzostwach świata w Londynie (1956) oraz brązowe na mistrzostwach świata w Luksemburgu (1954) i mistrzostwach świata w Filadelfii (1958).
Wystartowała na igrzyskach olimpijskich w Melbourne w 1956 roku, gdzie indywidualnie zajęła piąte miejsce. W rundzie finałowej wygrała trzy z siedmiu pojedynków. Brała też udział w igrzyskach olimpijskich w Rzymie cztery lata później, gdzie drużynowo była piąta, a indywidualnie dotarła do półfinałów.
Jej drugi mąż, Christian d’Oriola, także był szermierzem.